# 母岩

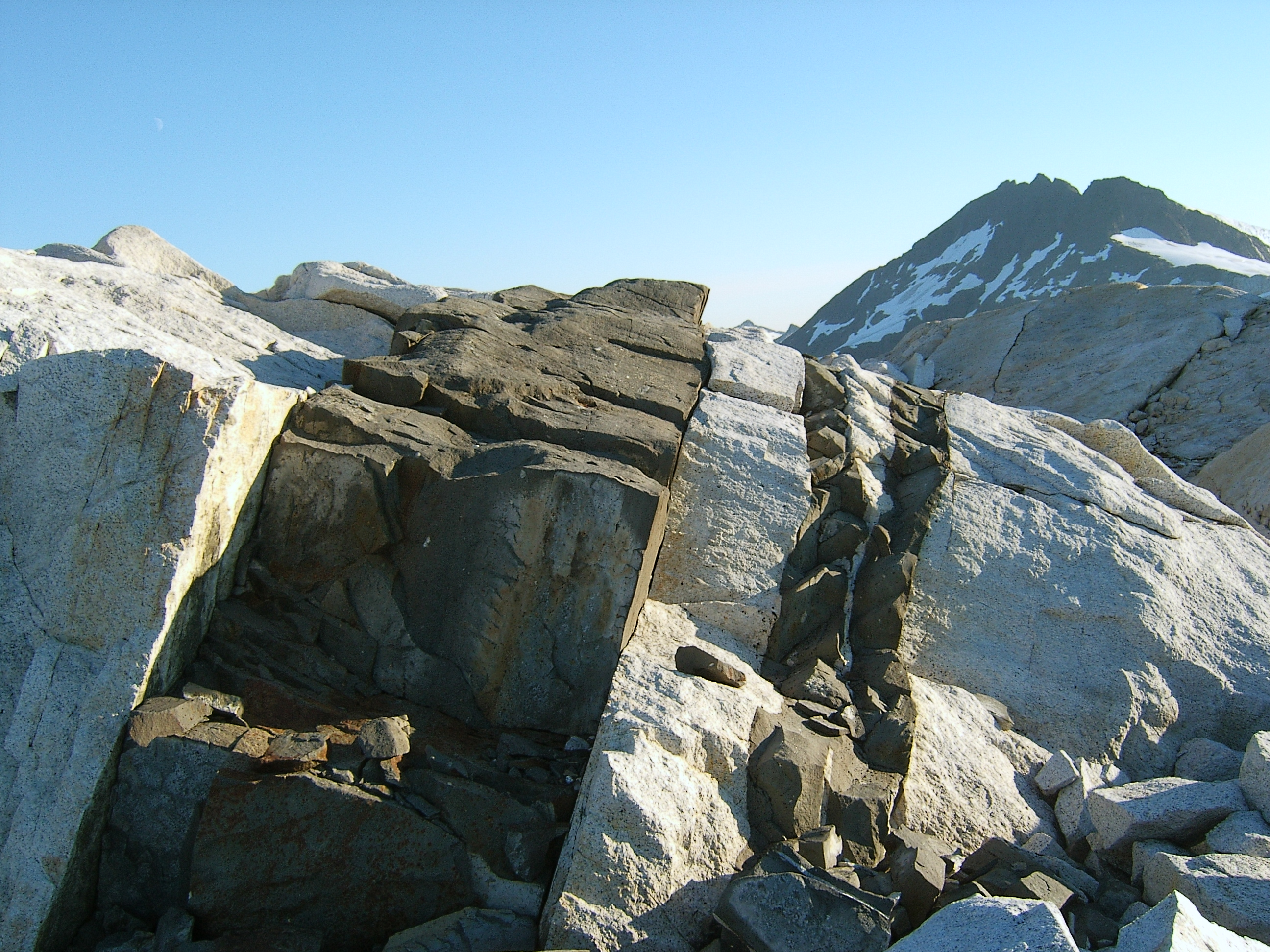
侵入到母岩的一塊黑色岩脈，產地Baranof Island, 阿拉斯加

母岩（英語：Country rock）是指一個地區的原生岩石，被其它岩石侵入的岩石。通常侵入岩是岩漿，岩鹽（在鹽丘中）或鬆散的沉積物。
岩漿通常比它侵入的母岩密度小，它能擴大和填充母岩現有裂縫，有時也會熔化周邊的母岩。 有時母岩和基底岩和圍岩的用詞在許多情況下可以互換。
母岩的岩石組成很廣泛，可以代表正在討論或觀察的地區岩石的岩性。

## 地質環境
學科名詞“母岩”所涉及的地質環境包括：

### 火成岩侵入
在描述深成岩或岩脈時，火成岩是侵入母岩的岩石。若和母岩的層理面成直角時，稱為不整合侵入。若和母岩的層理面平行或亞平行則稱為整合侵入 
。大多數侵入母岩是岩漿。岩漿通過母岩的裂縫向上推進，隨後冷卻成堅硬的侵入火成岩石。它與母岩的岩性不同。有時，一塊母岩會脫落並掉入侵入的岩漿中，被稱為捕虏岩。 侵入體的熱通常會改變周圍母岩，造成接觸變質岩。例如角岩或矽卡岩.

### 沖積環境
在描述最近的沖積層時，經過火山、冰川或河流作用被搬運的物質被稱爲表面層，其底下原來的岩石也被稱爲母岩。